# (493480) 2014 YZ49
(493480) 2014 YZ49 est un cubewano d'un diamètre estimé à environ 390 km, ce qui le qualifie comme un candidat au statut de planète naine.